# 丘庫爾賈
丘庫爾賈（土耳其語：Çukurca）是土耳其的城鎮，由哈卡里省負責管轄，位於該國東南部，毗鄰與伊拉克接壤的邊境，面積909平方公里，海拔高度1,285米，2008年人口8,957。